# Gregor Schusterschitz

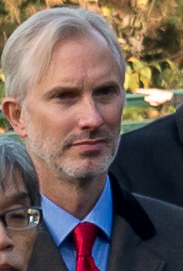
Gregor Schusterschitz

Gregor Schusterschitz (* 4. April 1970 in München) ist ein österreichischer Diplomat. Schusterschitz war von August 2015 bis August 2019 österreichischer Botschafter in Luxemburg. Von August 2019 bis September 2023 war er Botschafter an der Ständigen Vertretung Österreichs bei der EU in Brüssel. Seit Oktober 2024 leitet Schusterschitz das Völkerrechtsbüro im  Bundesministerium für europäische und internationale Angelegenheiten.

## Leben
Gregor Schusterschitz wurde in München geboren und studierte Rechts- und Politikwissenschaften in Innsbruck, Linz und Washington DC, was er mit dem akademischen Titel MMag. an der Universität Innsbruck abschloss. Er ist verheiratet und hat drei Kinder. Neben seiner beruflichen Karriere publiziert Schusterschitz wissenschaftliche Aufsätze in den Bereichen Völkerrecht und Europarecht.

## Diplomatischer Werdegang
Schusterschitz begann 1996 in der Abteilung I.2 für Allgemeines Völkerrecht im Bundesministerium für auswärtige Angelegenheiten, wo er bis 2000 tätig war und unter anderem an den Vorarbeiten zur Einrichtung der Historikerkommission beteiligt war.
Von 2000 bis 2003 war Schusterschitz Presseattaché an der österreichischen Botschaft in Prag, von 2003 bis Ende 2005 Gesandter-Botschaftsrat an der österreichischen Botschaft in Den Haag,. Mit Beginn der österreichischen Ratspräsidentschaft im Jänner 2006 wurde er als Leiter der Rechtsabteilung an die österreichische Ständige Vertretung bei der EU in Brüssel versetzt, wo er während des Ratsvorsitzes die Ratsarbeitsgruppe zur Komitologiereform und jene zur Ausarbeitung der Gründungsverordnung für die Agentur der Europäischen Union für Grundrechte leitete. Während seines Vorsitzes der RAG zur Komitologie wurde das Regelungsverfahren mit Kontrolle ausgearbeitet. 2007 war er österreichischer Vertreter in der Rechtsexpertengruppe zur Ausarbeitung des Vertrags von Lissabon.
Nach seiner Auslandsversetzung kehrte er 2009 in das Ministerium zurück, wo er zunächst stellvertretender Leiter der Abteilung für Europarecht war und im Jänner 2010 die Leitung der Abteilung für Allgemeines Völkerrecht (I.2) übernahm. Er hatte die Funktion bis August 2014 inne. In dieser Zeit war er u. a. für Fragen der internationalen Sanktionen (Tunesien, Libyen, Ukraine, Nordkorea usw.) zuständig, war Leiter der österreichischen Delegation bei der International Holocaust Remembrance Alliance und nahm regelmäßig an der Herbsttagung des 6. Komitees der UN-Generalversammlung in New York teil.
2014 wurde Schusterschitz als Stellvertretender Ständiger Vertreter bei der EU wiederum nach Brüssel versetzt. In dieser Funktion vertrat er Österreich im Ausschuss der Ständigen Vertreter (AStV) I. Bereits nach einem Jahr wurde er als Nachfolger von Thomas Oberreiter österreichischer Botschafter in Luxemburg, offenbar um einer politischen Besetzung Platz zu machen. Da der Widerstand gegen die kolportierte Versetzung des Kabinettschefs des Finanzministers jedoch nach Brüssel offenbar zu groß war, wurde Thomas Oberreiter in Brüssel der Nachfolger von Gregor Schusterschitz. Seit März 2017 ist Schusterschitz zusätzlich österreichischer Delegierter bei den Brexit-Verhandlungen. Seit August 2019 ist er wiederum österreichischer Vertreter im Ausschuss der Ständigen Vertreter (AStV) I.

## Auszeichnungen
- 2023: Verleihung des Titels Honorarprofessor an der Universität Innsbruck[6]